# Klaus Bartels (Altphilologe)
Klaus Bartels (* 19. Februar 1936 in Hannover; † 2. April 2020 in Kilchberg ZH) war ein deutsch-schweizerischer Altphilologe und Lehrer.

## Leben
Klaus Bartels studierte Klassische Philologie und Philosophie in Tübingen, München und London. In Tübingen war er Schüler und Mitarbeiter seines Doktorvaters Wolfgang Schadewaldt. Ab 1963 redigierte er das Lexikon der Alten Welt für den Artemis Verlag in Zürich und gab die Reihen Lebendige Antike und Dialog mit der Antike heraus. Ab 1972 lehrte er Latein, Griechisch und Philosophie an den Zürcher Kantonsschulen Hohe Promenade, Literargymnasium Rämibühl und Zürcher Oberland (Wetzikon). Studienreisen mit Schulklassen und private Ferien führten ihn immer wieder nach Rom. Ein Teil dessen, was er sich dort über viele Jahre hinweg aneignete, publizierte er schließlich in Roms sprechende Steine.
Der dreifache Vater und siebenfache Großvater heiratete 1964 Annette Bartels-Schlüer (1939–2021). Klaus Bartels lebte mit ihr in Kilchberg bei Zürich und war seit 2006 deutsch-schweizerischer Doppelbürger. Er widmete sich seit seiner Pensionierung verstärkt seiner publizistischen Tätigkeit, die er seit 1972 pflegte, und starb Anfang April 2020 im Alter von 84 Jahren.

## Werk
Als Kolumnist in verschiedenen Tageszeitungen in der Schweiz, in Deutschland und Österreich (vor allem NZZ, Stuttgarter Zeitung, Die Presse) schuf Bartels im Wesentlichen zwei ihm eigene literarische Gattungen, die Streiflichter aus der Antike und die Wortgeschichten, mit denen er die Antike und Altphilologie einem breiten Publikum näherbrachte. Viele seiner Beiträge liegen in Buchform vor.
Mit dem erstmals 1966 erschienenen Band Veni vidi vici schuf er eine handliche Sammlung 'geflügelter Worte' aus dem Griechischen und Lateinischen, übersetzt und erklärt. Dieses Buch wurde vom Autor fortlaufend überarbeitet und ergänzt und erschien zuletzt 2019 in der 16. Auflage.
Mit dem 2000 erschienenen Werk Roms sprechende Steine legte Bartels eine ausführliche zweisprachige Sammlung von Inschriften der Stadt Rom aus zwei Jahrtausenden vor, mit der die oft verklausulierten lateinischen Inschriften einem breiteren Publikum zugänglich gemacht werden.

## Ehrungen und Auszeichnungen
- 2018 Verleihung der Pegasus-Nadel des Deutschen Altphilologenverbandes[5]
- 2017 Ernennung zum Ehrengast der Zentralbibliothek Zürich[6]
- 2004 Jahrespreis der „Stiftung für Abendländische Besinnung“ (Zürich) gemeinsam mit dem Schriftsteller Reiner Kunze. In seiner Laudatio formulierte der Verleger Michael Klett: „Die Texte dieses Autors geben einem Wissen, das entlegen erscheint, neue Kraft und Farbe, geben Worten, die gedankenlos dahergesagt werden, den Sinn zurück, der sich verflüchtigt hat.“

## Schriften (Auswahl)
- Geflügelte Worte aus der Antike. Woher sie kommen und was sie bedeuten. Philipp von Zabern, Darmstadt 2013, ISBN 978-3-8053-4637-5.
- Veni vidi vici, Geflügelte Worte aus dem Griechischen und Lateinischen. 16., durchgesehene und ergänzte Aufl., Philipp von Zabern, Darmstadt  2019, ISBN 978-3-8053-5229-1.
- Roms sprechende Steine, Inschriften aus zwei Jahrtausenden. 3., durchgesehene und ergänzte Aufl. 2004, ISBN 3-8053-2690-4.
- Jahrtausendworte – in die Gegenwart gesprochen. Ausgewählt, übersetzt und vorgestellt von Klaus Bartels (2011, 2., durchgesehene und ergänzte Auflage, Rombach Verlag, Freiburg i. Br. 2019).
- Geflügelte Worte aus der Antike – woher sie kommen und was sie bedeuten. Darmstadt/Mainz 2013.
- Klaus Bartels und Niklaus Peter, Nikolaus-Predigten im Fraumünster. Antike und biblische Texte im Dialog. Theologischer Verlag, Zürich 2017.
- Vom Leben der Wörter. Wortgeschichten aus der „Neuen Zürcher Zeitung“. Rombach Verlag, Freiburg i. Br. 2019.

Wortgeschichten (Sammelbände)
- Wie die Amphore zur Ampel wurde (1987)
- Wie Berenike auf die Vernissage kam (1996; 3., durchgesehene Aufl. 2004)
- Wie der Steuermann im Cyberspace landete (1998)
- Wie die Murmeltiere murmeln lernten (2001)
- Trüffelschweine im Kartoffelacker (2003)
- Die Sau im Porzellanladen (2008), ISBN 978-3-8053-3914-8

Streiflichter aus der Antike (Sammelbände)
- Eulen aus Athen (1988)
- Homerische Allotria (1993)
- Sokrates im Supermarkt (3. Aufl. 1997)
- Internet à la Scipio (2004)